# Jardim Suspenso do Valongo
O Jardim Suspenso do Valongo é uma construção paisagística situada na encosta oeste do Morro da Conceição, no trecho que também já foi chamado de Morro do Valongo, no bairro da Saúde, na cidade do Rio de Janeiro, no Brasil. Foi projetado pelo arquiteto-paisagista Luis Rey e construído em 1906, como parte de um muro de contenção, durante as obras promovidas pelo prefeito Pereira Passos. Está a 7 metros acima do nível da rua e possui 1 530 metros quadrados de área.

## História
Concebido como um jardim romântico, destinado ao passeio da sociedade nos finais de tarde, ele continha terraço, passeios, arborização, combustores de gás, depósito de água para irrigação, canteiros e grama, jardim rústico, casa do guarda e depósito de ferramentas e até mesmo uma cascata. O acesso pode ser feito até hoje por escadas pela Rua Camerino.
Havia, no jardim, quatro estátuas em mármore representando divindades romanas: Minerva, Mercúrio, Ceres e Marte. Estas estátuas foram retiradas do Cais da Imperatriz de Grandjean de Montigny, localizado próximo e que, à época, encontrava-se em ruínas. Em 2002, as estátuas foram parcialmente danificadas por vândalos e a prefeitura resolveu transferi-las para o Palácio da Cidade. Réplicas das originais foram armazenadas temporariamente no Parque Noronha Santos, na Avenida Presidente Vargas, ao lado da Sede da Divisão de Monumentos e Chafarizes da Fundação Parques e Jardins. Em junho de 2012, as réplicas foram recolocadas no jardim após a restauração deste, como parte do projeto de revitalização da região do Porto Maravilha.